# James Benjamin Aswell
 (novembre 2018).
Si vous disposez d'ouvrages ou d'articles de référence ou si vous connaissez des sites web de qualité traitant du thème abordé ici, merci de compléter l'article en donnant les références utiles à sa vérifiabilité et en les liant à la section « Notes et références ».

Aswell en tant que représentant de la 8e circonscription de la Louisiane

James Benjamin Aswell Père, né à Vernon le 23 décembre 1869 et mort à Washington, DC le 16 mars 1931, est un professeur américain et un élu démocrate de la Louisiane au Congrès des États-Unis, qui a exercé de 1913 jusqu'à sa mort, survenue douze jours après son dixième mandat.

## Biographie
Aswell est né dans la communauté de Vernon, dans la paroisse rurale de Jackson au Nord de la Louisiane de Benjamin W. Aswell et d'Elizabeth A. Lyles. Il fréquente les écoles locales et obtient son diplôme d'enseignement en 1892 à l'université Peabody, une division de l'université Vanderbilt (anciennement appelée Peabody College for Teachers) à Nashville, Tennessee. En 1893, il obtient un Bachelor of Arts dans l'ancienne université de Nashville. En 1894, il obtient son diplôme de maitrise en arts de l'université de l'Arkansas à Fayetteville. En 1907, il obtient son diplôme de droit dans la même université. Il a été marié deux fois : à Mary Lee Wright avec qui il a eu une fille Corinne, et à Ella Favoriser de Mineral Wells, au Texas, et par la suite Shreveport, avec qui il a eu un fils, James B. Aswell, Jr (1906-1955), un auteur installé à Natchitoches.
Aswell commence sa carrière pédagogique en tant que professeur dans les écoles de campagne et les lycées. Il était administrateur d'école publique avant d'être désigné à partir de 1900 comme le troisième président de l'université Louisiana Tech (anciennement Institut Polytechnique de Louisiane) à Ruston dans la Paroisse de Lincoln. Il démissionne de son poste à l'université en 1904, dès son élection en tant que surintendant de l'éducation de la Louisiane. Il est remplacé à la présidence de l'université Louisiana Tech par W. E. Taylor, un professeur de biologie qui occupe ce poste administratif pendant deux ans. Aswell fut directeur jusqu'en 1908, année au cours de laquelle il travaille à réorganiser les écoles publiques. De 1908 à 1911, Aswell est le président de l'université d'État Northwestern (puis de l'École normale de l'État de Louisiane) à Natchitoches.
Aswell démissionne de son poste de président de l'université d'État Northwestern pour se présenter au poste de gouverneur lors de la primaire démocrate de 1911. Il est battu par Luther E. Hall, qui sert dans les plus hautes fonctions de l'État de 1912 à 1916.
Par la suite, Aswell est élu à la Chambre des représentants en 1912 pour la 8e circonscription de Louisiane récemment créée et basée à Natchitoches et Alexandrie. La circonscription est abolie avec les élections législatives de 1992. Aswell est réélu à neuf reprises. Il est actif pendant les mandats des présidents des États-Unis Woodrow Wilson, Warren G. Harding, Calvin Coolidge, et Herbert C. Hoover. Dans les années 1920, il est le représentant de l'opposition à la Commission de l'agriculture de la Chambre. Il travaille avec la naturaliste de Louisiane Caroline Dormon pour établir la forêt nationale de Kisatchie dans son district. Il était un solide adversaire du président républicain Herbert Hoover, tenu pour responsable de la Grande Dépression par de nombreux démocrates, qui débute peu avant la mort d'Aswell. Hoover a néanmoins signé la loi d'Aswell pour sanctuariser la forêt de Kisatchie. Aswell a essayé de faire passer diverses mesures de « secours en cas de sécheresse » à la Chambre avant même le Dust Bowl dans les États des Grandes Plaines.
Lors de l'élection présidentielle de 1928 opposant le gouverneur Al Smith de New York et Herbert Hoover, Aswell s'exprime sur la radio KWKH à Shreveport en défaveur du soutien d'Hoover à la déségrégation du sud Américain. Ce discours répond aux allégations du gouverneur Theodore Bilbo du Mississippi selon lesquelles Hoover avait dansé en 1927 avec Mary Booze, la première membre afro-américaine du Comité national républicain. Le rendez-vous douteux aurait eu lieu lorsque Hoover, en tant que secrétaire américain au Commerce, avait visité Mound Bayou, dans le Mississippi, tout en se rendant compte des dégâts causés par la grande inondation du Mississippi en 1927. Bilbo appelle Booze une négresse. Les partisans du sud de Hoover, pour la plupart des démocrates axés sur le monde des affaires, soulignent en réponse les mariages mixtes qui se sont produits dans le quartier de Smith à New York.
Au moment de sa mort, Aswell était le doyen de la délégation du congrès de Louisiane. Il a laissé un roman inachevé, Moutons Blancs, inspiré par la politique du gouverneur et sénateur américain de Louisiane Huey Pierce Long, Jr.
Il est mort à Washington, DC, et est enterré dans le cimetière Rock Creek. Le bâtiment Aswell Hall érigé sur le campus de Louisiana Tech lui rend hommage. Ses papiers sont conservés dans les archives de l'université Northwestern State (NSU). Monnie T. Cheves, professeur à la NSU qui a siégé à la Chambre des représentants de la Louisiane de la paroisse de Natchitoches de 1952 à 1960, retrace en 1936 la carrière éducative et politique de James Benjamin Aswell, dans son mémoire de maîtrise à l'université d'État de Louisiane.